# Царство Мали
Царство Мали било је једно од најбогатијих средњовековних афричких краљевства. Основао га је око 1235. године у западној Африци ратнички краљ Сундиата, а царство је је свој врхунац досегло у 14. веку у време владавине Сундиатина потомка с именом Манса Муса. Богатство Малија потицало је од рудника злата и транссахарске трговине, што је допринело доминацији овог царства над околним народима, као што су Сонгаји. У 15. веку Сонгаји су почели да нападају ослабљено царство и успели су да га освоје. Највећи део записа о царству Мали потиче од северноафричког арапског историчара Ибн Халдуна из 14. века, мароканског путописца Ибн Баруте из 14. века и мароканског путописца Леа Африкануса из 16. века. Други значајан извор информација је мандиншка орална традиција, кроз приповедаче познате као гриоти.
Царство је започело као мало краљевство Мандинка на горњем делу реке Нигер, у подручју центрираном око града Ниани (како се и царство назива у мандиншком). Током 11. и 12. века оно је почело да се развија као царство након опадања моћи Ганског царства на северу. Током тог периода су трговинске руте прешле су на југ према савани, стимулишући раст државе. Рана историја царства Мали (пре 13. века) није потпуно разјашњена, пошто постоје противречни и непрецизни подаци од стране арапских хроничара и оралних традициониста. Сундиата Кејта (c. 1214–c. 1255) је први владар о коме постоје предизне записане информације (од Ибн Халдуна). Сундиата Кејта је био ратник-принц из династије Кејта који је био позван да ослободи Мали народ од владара Сосо царства, Сумангуру Кванте. Освајање Сосоа око 1235. године дало је царству Мали приступ транссахарским трговачким рутама. Након смрти Сундиата Кејта око c. 1255, краљеви Малија су називани по титули манса.
Сундиатин син Манса Ули I је извршио хаџилук до Меке током владавине Мамлучког султана Бајбарса (на власти у периоду 1260–1277). Након серије узурпација на трон Малија је 1285. године дошао Сакоура, бивши краљевски дворски слуга, поставши цар и он је био један од најмоћнијих владара који је знатно проширио територију царства. Он је направио ходочашће до Меке током владавине Мамлучког султана ан-Насира Мухамеда I (1298–1308). На повратку је преминуо, те су трон преузели наследници Сундиата Кејта. Након владавине још три цара, Муса Кејта је постао цар око 1312. Муса је направио познато ходочашће до Меке од 1324 до 1326. Његови великодушни поклони Мамлучком Египту и његово трошење злата проузроковали су да вредност злата опадне, чиме је порасла његове слава изван Малија. Године 1337. њега је наследио његов син Маган I, кога је 1341. срушио с власти његов ујак Сулејман. Током Сулејманове владавине је Ибн Батута посетио Мали.
Након овог периода, започео је период слабих царева, конфликата и разједињености у Малију. Ибн Халдун је умро 1406, и након његове смрти није више било континуираних записа од догађајима у царству Мали. Познато је од Тарих ал-Судана да је Мали још увек био повећа држава у 15. веку. Млетачки истраживач Алвизе Кадамосто и португалски трговци су потврдили да је народ Гамбије још увек био подвргнут манси Малија. Након Лео Африканусове посете почетком 16. века, његови описи територијалног домена Малија показали да је то још увек било краљевство знатне величине. Међутим, од 1507, суседне државе као што су Диара, Велики Фуло и Сонгајско царство су еродирале екстремне територије Малија. Године 1542 Сонгаји су упали у престоницу Ниани, али нису успели да покоре царство. Током 17. века, царство Мали се суочило са упадима из царства Бамана. Након неуспешних покушаја Манса Мама Махана да покори Бамане, године 1670 Бамани су опљачкали и спалили Ниани, и царство Мали се брзо распало и престало да постоји. Оно је било замењено независним племенским савезима. Кејти су се повукли у град Кангаба, где су постали провинцијални шефови.

## Преимперијални Мали
Камена уметност у Сахари сугерише да је северни Мали био насељен од око 10.000 п. н. е, кад је Сахара била плодна и богата дивљим животињама. До 300 п. н. е, велика организована насеља су била развијена, од којих је најзначајније Ђене, један од настаријих западноафричких градова. До 6. века, лукративна транссахарска трговина златом, сољу и робљем је почела, што је омогућило настанак великих западноафричких царстава.
Постоји мали број референци о Малију у раној писаној литератури. Међу њима су референце на „Пене” и „Малал” у радовима ал-Бакрија из 1068, прича о конверзији једног раног владара, познатог Ибн Халдуну (1397) као Бармандана, и неколико географских детаља у раду ел Идрисија.
Током 1960-тих, археолошким радом на локацији Ниани села, за које се сматра да је било престоница царства Мали, од стране пољских и гвинејских археолога су откривени остаци повећег града који датира још из 6. века.
Модерне оралне традиције такође индицирају да су Мандинка царства Малија или Мандена постојала неколико стотина година пре Сундиатове унификације као мала држава непосредно јужно од Сонинског царства познатог као царство Гана. Ова област се састојала од планина, савана и шума, што је пружало идеалну заштиту и ресурсе за популацију ловаца. Они који нису обитавали у планинама су формирали мале градове-државе као што су Торон, Ка-Ба и Ниани. Из усмене традиције гриова, се сазнаје да је династија Кејта, којој припадају скоро сви цареви Малија, потекла од Лавала, једног од синова Билала, оданог мујезина исламског пророка Мухамеда, за кога је сматра да је мигрирао у Мали и да су његови потомци успоставили су владајућу династију Кејта преко Махан Кон Фату, оца Сундиата Кејта.

### The Kangaba province
Током врхунца Сундиатине моћи, територија Манден (област насељена Мандинка народом) постала је једна од његових провинција. Менденски град-држава Ка-ба (данашња Кангаба) служила је као главни град истоимене провинције. Од почетка 11. века, Мандински краљеви познати као фаме владали су Манденом из Ka-bе у име Гане.

### Два краљевства
Контрола царства Гане над Манденом је окончана након што је унутрашња нестабилност довела до његовог опадања. Провинција Кангаба, ослобођена Сониншког утицаја, подељена је у дванаест краљевстава са њиховим сопственим маханом (принцом) или фамом. Манден је био подељен на два дела, са Дедугу територијом на североистоку и Кри територијом на југозападу. Мало краљевство Ниани је било једно од неколико краљевстава у Кри области Мандена.

### Каниага владари
Око 1140. године краљевство Сосо Каниага племена, бивших вазала царства Гане, почело је са освајањем територија својих пређашњих владара. До 1180. чак и Гана потчињена чиме су Сонинке били присиљени да плаћају данак. Године 1203, Сосоански краљ Соумаоро из клана Канте је дошао на власт и сматра се да је терорисао највећи део Мандена крадући жене и робу од Дедугу и Кри народа.

## Ширење царства
На свом врхунцу у 14. веку Царство Мали заузимало је велик део данашњег Сенегала, Гамбије, Гвинеје и Републике Мали. Град Џене и сонгајски градови Тимбукту и Гао на реци Нигер постали су главни трговачки сцентри. Град Тимбукту је био особито познат по својој трговини златом. Злато се копало у долинама река Нигер и Сенегал, те извозило преко пустиње Сахаре у северну Африку.
Манса, или краљ краљева, била је титула што су је користили владари Малија. Сундиата (владао 1235-1255), први манса, био је припадник племена које је владало старом Ганом. Сундиата је покорио Гану (која је била 800 км северозападније од данашње Гане), успоставио тамо своје царство и прешао на ислам.

### Манса Муса
Канан Муса, познатији као Манса Муса (владао 1312-1337), био је највећи малијски владар, једнако славан по својој побожности и по својим војним успесима. Након заузимања градова Тимбуктуа, Гаоа и Валате, основао је у Тимбуктуу нове школе, више школе и библиотеке те од њега учинио центар исламског учења. Године 1324-'25, Манса Муса је кренуо на ходочашће у Меку. То путовање је било толико раскошно да је Мали постао познат у целом свету. Кад је пролазио Египтом, Манса Муса је разделио толико злата — вјероватно више од 1.5 тоне — да је тај метал девалвирао, од чега се месно тржиште златом није опоравило годинама.

## Архитектура
Велика џамија из 14. века у Џенеу највећа је сачувана грађевина од сушеног блата. Сваке године након кишних сезона окупља се месно становништво и ручно је изнова жбука. На свом ходочашћу у 14. веку Манса Муса је сусрео шпанске учењаке и архитекту Ас-Сахелиа, те га наговорио да дође у Мали. Тада је Ас-Сахели у важан трговачки град Тимбукту, увео је печену опеку као нов грађевински материјал за важне грађевине, као што су џамије и палате.

### Трговина
Осим ширења ислама, арапски трговци откривали су и караванске путове кроз Сахару. Ти су путеви повезивали северноафричке градове, као Фез и Каиро, са западноафричким градовима као што је Џене. Богатство подсахарских царстава зависило је од контролисања тих трговачких путева што је Мали чинио између 1235. и око 1400. године. Караване од по 10.000 камила преносиле су преко Сахаре злато из Малија. Недељно су могли да пређу по 350 км пустиње.

### Џене
Трговци су превозили робу реком Нигер до Џенеа и даље. Град је био познат и по караванском путу који је ишао према југу. Због тога је постао сајмиште за северноафричку робу која је одлазила према југу у шумска краљевства као што је Краљевство Бенин.

### Ибн Батута
Године 1325, марокански писац, правник и дипломата Ибн Батута (1304—1377) кренуо је на ходочашће у Меку. За 29 година прешао је 120.000 км у 44 земље. Његово последње путовање било је у Царство Мали, где је посетио двор Мансе Сулејмана, хвалио побожност Малија, али је видео мало од славног малијског злата.

## Хронологија
| Година         | Историјске црте                                                                      |
| -------------- | ------------------------------------------------------------------------------------ |
| 1235-1255.     | Сундиата влада Малијем након освајања Царства Гане.                                  |
| 1255.          | Сундаиатин најстарији син Манса Улин јача моћ. Следе деценије борбе око наслеђивања. |
| 1298.          | Власт појачава Сундаиатин генерал Сакура (1285-1300).                                |
| 1300.          | Сахарски пљачкаши убијају Сакуру.                                                    |
| 1312-1337.     | Влада Манса Муса.                                                                    |
| 1324-1325.     | Манса Муса ходочасти у Меку.                                                         |
| око 1320-1340. | Царство Мали досеже врхунац.                                                         |
| 1336-1358.     | Владавина Манса Сулејмана (унука Мансе Мусе)                                         |
| 1352.          | Арапски путник Ибн Батута остаје у старом главном граду Малију Ниани девет месеци.   |
| око 1400.      | Побуна Гаа против превласти Малија; царство почиње да пропада.                       |
| 1468.          | Царство Сонгаи преузима Царство Мали.                                                |